# 沃德圆环

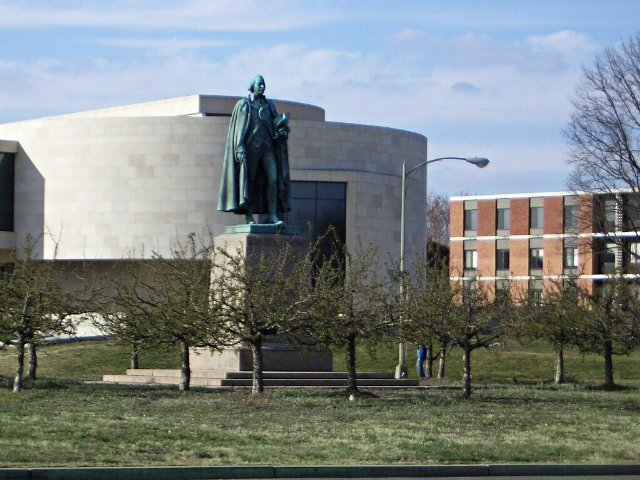
沃德圆环

沃德圆环（Ward Circle）是华盛顿哥伦比亚特区的一个交通环岛，位于西北区内布拉斯加大道和马萨诸塞大道的交汇处。沃德圆环三面的土地由美利坚大学拥有，另一面则是美国国土安全部的临时总部。圆环内是亚提马·沃德将军的雕像，由哈佛大学捐赠。沃德圆环为此雕塑而兴建。
雕像在1938年11月3日揭幕。沃德将军的玄曾孙女为雕像揭幕。